# Luis Loroña
Luis Guadalupe Loroña Aguilar (ur. 21 czerwca 1993 w Caborce) – meksykański piłkarz występujący na pozycji napastnika, od 2024 roku zawodnik Tepatitlán.
Jego brat Vladimir Loroña również jest piłkarzem.

## Kariera klubowa
Loroña pochodzi z miasta Caborca w stanie Sonora i jest wychowankiem tamtejszego zespołu Héroes de Caborca, w którego barwach w latach 2008–2011 występował w czwartej lidze meksykańskiej. Za sprawą udanych występów jako osiemnastolatek przeszedł do pierwszoligowego klubu Jaguares de Chiapas z siedzibą w Tuxtla Gutiérrez, gdzie po roku spędzonym w ekipach młodzieżowych szkoleniowiec José Guadalupe Cruz włączył go do seniorskiej drużyny, w której pierwszy mecz rozegrał w sierpniu 2012 w ramach krajowego pucharu (Copa MX). W Liga MX zadebiutował dopiero 4 października 2012 w zremisowanym 1:1 spotkaniu z Morelią, natomiast premierowego gola w najwyższej klasie rozgrywkowej strzelił 10 listopada tego samego roku w przegranej 1:2 konfrontacji z Pachucą. Po upływie roku spędzonego bez większych sukcesów w Jaguares odszedł do ekipy Querétaro FC, gdzie również występował przez rok, głównie jako rezerwowy i nie odnosząc poważniejszych osiągnięć.
Latem 2014 Loroña na zasadzie wypożyczenia przeniósł się do zespołu Puebla FC, z którym w jesiennym sezonie Apertura 2014 dotarł do finału rozgrywek Copa MX. Bezpośrednio po tym doznał jednak poważnej kontuzji kolana, w wyniku której musiał pauzować przez kolejne sześć miesięcy; w wiosennych rozgrywkach Clausura 2015 jego drużyna zdobyła puchar Meksyku, lecz on sam nie rozegrał wówczas żadnego spotkania. W lipcu 2015 powrócił do swojego macierzystego Chiapas FC, lecz z powodu dużej konkurencji w linii ataku nie potrafił przebić się do składu, wobec czego po upływie pół roku udał się na wypożyczenie do drugoligowej ekipy Atlante FC z miasta Cancún.
| Sezon     | Klub                | Kraj   | Rozgrywki  | Mecze | Bramki |
| --------- | ------------------- | ------ | ---------- | ----- | ------ |
| 2012/2013 | Jaguares de Chiapas | Meksyk | Liga MX    | 17    | 5      |
| 2013/2014 | Querétaro FC        | Meksyk | Liga MX    | 27    | 2      |
| 2014/2015 | Puebla FC           | Meksyk | Liga MX    | 13    | 1      |
| 2015/2016 | Chiapas FC          | Meksyk | Liga MX    | 2     | 0      |
| 2015/2016 | Atlante FC          | Meksyk | Ascenso MX |       |        |

## Kariera reprezentacyjna
W 2014 roku Loroña został powołany przez Raúla Gutiérreza do reprezentacji Meksyku U-23 na Igrzyska Ameryki Środkowej i Karaibów w Veracruz. Kilka dni przed turniejem doznał jednak kontuzji, wobec czego nie wziął ostatecznie udziału w turnieju i został zastąpiony przez Ángela Zaldívara. Rok później znalazł się natomiast w składzie na eliminacje do Igrzysk Olimpijskich 2016; wystąpił wówczas w dwóch z pięciu możliwych spotkań, zaś jego zespół triumfował ostatecznie w kwalifikacjach, pokonując w finale Honduras (2:0).